# Dahlia Gillespie
Dahlia Gillespie es un personaje de ficción, mujer influyente en la historia de Silent Hill, madre soltera de Alessa, responsable por activar el "Otherworld" o el mundo oscuro en Silent Hill.

## Juego
Dahlia, durante el juego, menciona que el mundo está siendo devorado por "la marca de Samael" y pide a Harry evitar que ese símbolo se complete. Harry lo hace y atrapa a la niña que crea las marcas, Alessa. Sin embargo, al final Dahlia revela que la Marca es en realidad el Sello de Metatrón, usado por Alessa y para evitar el nacimiento de "dios". El juego revela que Dahlia usó a su hija como sacrificio para dar a luz al "dios" del culto de Silent Hill y excluyendo a Alexia su segunda hija, y si el sello se completaba el dios sería destruido. Dahlia logra que Alessa dé a luz a dios, pero la criatura termina asesinándola.

## Película
En la película de 2006, Dahlia (interpretada por Deborah Kara Unger) es mencionada no como el verdugo, sino como una buena persona, siendo la que perdió a su hija, por culpa del Culto. Ellos le arrebataron a su hija, por querer quemarla viva, expulsando así sus poderes.
Ella, al ver la imagen de Sharon en el relicario de Rose, se da cuenta de que es la misma persona, Alessa y Sharon.
En Silent Hill: Revelation 3D aparece con una apariencia más parecida a la del juego y además sosteniendo el relicario de Rose de la primera película. Dahlia le advierte a Heather que no debió regresar y le cuenta su historia; hasta que llega la oscuridad y esta le pide que corra a resguardarse.